# کیم یونگ-آئه
کیم یونگ-آئه (انگلیسی: Kim Yong-ae؛ زادهٔ ۷ مارس ۱۹۸۳) بازیکن فوتبال زن اهل کره شمالی بود.
از باشگاه‌هایی که در آن بازی کرده است می‌توان به اشاره کرد.
وی همچنین در تیم ملی فوتبال زنان کره شمالی بازی کرده است.